# 2-Oxopentándisav
A 2-oxopentándisav (korábbi nevén α-ketoglutársav) a glutársav két ketonszármazékának egyike. (A β-ketoglutársav csak a keton funkciós csoport helyzetében tér el tőle, és sokkal ritkábban fordul elő).  Anionja, az α-ketoglutarát fontos biológiai vegyület, és megtalálható az élő sejtekben.

## Funkciók

### Krebs-ciklus
Fontos  intermedier a Krebs-ciklusban, az  izocitrát után és a szukcinil-CoA előtt jön létre. 
Ezen a ponton az anaplerotikus reakciók képesek  feltölteni a ciklust.

### Aminosavképződés
Egyik fontos feladata, hogy ammóniához kötődve glutaminsavat és glutamint képezhet.

### Nitrogén-transzporter
Másik funkciója az, hogy a sejtben képződő nitrogénhez kötődve megakadályozza a nitrogén-túlterhelést.
Az α-ketoglutarát az egyik legfontosabb nitrogén-transzporter az anyagcsereutakon. 
Az aminosavak aminocsoportjai transzamináció során kapcsolódnak hozzá és a májba szállítódnak, ahol az urea ciklus történik.
Az α-ketoglutarát a glutaminhoz hasonlóan transzaminálódik és glutamát képződik belőle, ami egy ingerlő  neurotranszmitter. 
Ezután a glutamát dekarboxilálódásával (B6 vitamin segítségével)  GABA képződik, ami gátló neurotranszmitter.
Magas ammónia- és/vagy nitrogénszint jelentkezhet magas fehérjebevitel, alumíniumbevitel, autizmus, Reye-szindróma, cirrhózis vagy az  urea ciklus betegsége esetén.

### Viszonya a molekuláris oxigénnel
Ko-szubsztrátként fontos szerepe van olyan oxidációs reakciókban, melyekben molekuláris oxigén is részt vesz.
A molekuláris oxigén (O2) közvetlen oxidál több vegyületet, a szervezet számára hasznos anyagokat képezve, (mint pl az antibiotikumok stb.) oxigenázok által katalizált reakciókban.
Sok oxigenázban az α-ketoglutarát úgy segíti elő a reakciót, hogy együtt oxidálódik a fő szubsztráttal. Valójában az egyik α-ketoglutarát-függő oxigenáz egy  O2 szenzor, amely tudatja a szervezettel a környezet oxigénszintjét.

### Élelmiszer-kiegészítő
Az α-ketoglutársav  kapható élelmiszer-kiegészítőként és testépítők számára is AKG néven. Egyesek szerint növeli az állóképességet.

## Bioszintézis
α-Ketoglutarát képződhet:
- az izocitrát izocitrát-dehidrogenáz enzim általi oxidatív dekarboxilációjával
- a glutamát glutamát-dehidrogenáz általi oxidatív deaminációjával